# Stenomesius immarginatus
Stenomesius immarginatus är en stekelart som först beskrevs av Girault 1915.  Stenomesius immarginatus ingår i släktet Stenomesius och familjen finglanssteklar. Inga underarter finns listade i Catalogue of Life.